# PP-2000
Il PP-2000 è un'arma di difesa personale (PDW) Russa specifica per le forze speciali e per squadre di pubblica sicurezza.

## Storia e caratteristiche
Prodotta dalla russa KBP Instrument Design Bureau (ФГУП "Конструкторское бюро приборостроения") di Tula, è stata per la prima volta presentata al pubblico nel 2004, anche se il suo brevetto è del 2001 ed è stata concesso per la produzione nel 2003. Oggi è già in uso ad alcune Forze di Polizia della Federazione Russa.
In quanto tale, si presenta compatta e formata con il minor numero possibile di parti per una maggiore affidabilità e per una manutenzione semplificata. Inoltre, è progettato per qualsiasi tipo di proiettile 9 × 19 mm FMJ, come anche per munizioni blindate di origine russa.